# 라플라스 방법

라플라스 방법의 예. 적분 (푸른 선)를 라플라스 방법으로 근사한다. 첫 그림은 인 경우, 둘째 그림은 인 경우다. 가 증가할수록 적분이 가우스 함수(붉은 선)의 적분에 근접하는 것을 알 수 있다.

수학에서 라플라스 방법(영어: Laplace’s method)은 실변수 함수의 적분을 그 극대점 근처에서 근사하는 방법이다.

## 정의
2차 미분가능 함수 {\displaystyle f\colon D\subset \mathbb {R} ^{n}\to \mathbb {R} }가 {\displaystyle D}의 내부 {\displaystyle x_{0}\in \operatorname {int} U}에서 최댓값을 갖는다고 하고, 이 점에서의 헤세 행렬의 행렬식을 {\displaystyle \det Hf(x_{0})}이라고 하자.
그렇다면 다음과 같은 근사법이 성립한다. 매우 큰 {\displaystyle \lambda \in \mathbb {R} ^{+}}에 대하여,
{\displaystyle \int _{D}g(x)\exp(\lambda f(x))\,dx\approx \exp(\lambda f(x_{0})){\sqrt {\frac {(2\pi /\lambda )^{n}}{|\det Hf(x_{0})|}}}\left(g(x_{0})+{\mathcal {O}}(\lambda ^{-1})\right)}

## 역사
피에르시몽 라플라스가 1774년 도입하였다.

## 참고 문헌
1. ↑  Laplace, P. S. (1774). “Mémoire sur la probabilité des causes par les événements”. 《Mémoires de l’Académie Royale des Sciences de Paris》 (프랑스어) 6.

## 같이 보기
- 정지 위상 근사